# Джошуа, Ларри
Ларри Джошуа (англ. Larry Joshua, род. 12 февраля 1952, Нью-Йорк, США) — американский актёр. Был женат на актрисе мыльной оперы Шэрон Роуз Габе в 1984—1996 годах. В этом браке родились трое детей, позже супруги развелись.

## Фильмография
| Год  |   | Русское название      | Оригинальное название | Роль                                    |
| ---- | - | --------------------- | --------------------- | --------------------------------------- |
| 1986 | с | Полиция Майами        | Miami Vice            | Кэт                                     |
| 1988 | ф | Вымогательство        | Shakedown             | Райдел                                  |
| 1989 | ф | Море любви            | Sea of Love           | Дарган                                  |
| 1990 | ф | Быстрые перемены      | Quick Change          | Street Sign Worker                      |
| 1990 | ф | Танцы с волками       | Dances With Wolves    | сержант Бауэр                           |
| 1991 | ф | Истинное лицо         | True Colors           | Дэвид                                   |
| 1992 | ф | Ночной отбой          | A Midnight Clear      | лейтенант Уор                           |
| 1992 | ф | Непрощённый           | Unforgiven            | Баки                                    |
| 1993 | ф | Ромео истекает кровью | Romeo Is Bleeding     | Джо                                     |
| 2002 | ф | Человек-паук          | Spider-Man            | промоутер реслинга                      |
| 2003 | ф | От колыбели до могилы | Cradle 2 the Grave    | коп в хранилище                         |
| 2010 | с | Остаться в живых      | Lost                  | сотрудник службы безопасности аэропорта |
| 2014 | с | Касл                  | Castle                | Майкл Каркано                           |